# 蛇胆
| 1 | 食道     |  | 6  | 心脏 |  | 11 | 胰脏 |
| 2 | 气管     |  | 7  | 肝脏 |  | 12 | 脾脏 |
| 3 | 气管肺   |  | 8  | 胃   |  | 13 | 肠   |
| 4 | 原始左肺 |  | 9  | 气囊 |  | 14 | 睾丸 |
| 5 | 右肺     |  | 10 | 胆囊 |  | 15 | 肾   |

蛇胆是蛇的胆囊，一般位于蛇颈与肛门之间稍微偏后的位置，大者如拇指，小如花生米，呈椭圆形或卵圆形，囊体较直。

## 食用
蛇胆可以食用，但由于含有病菌或寄生虫，不宜生吃，否则可能损伤人体器官、破坏正常代谢，甚至会诱发肝、肾功能衰竭。正确的方法应该是将蛇胆蒸熟或用56度以上的白酒浸泡3个月后再服用。

## 药用
蛇胆是一味中药，最早见于汉朝《明医别录》的记载。明朝《本草纲目》记载：蛇胆，苦中有甘，能明目凉血，除疳杀虫。中医传统理论认为蛇胆药用有行气祛痰，祛风去湿，治疗咳嗽多痰、目赤肿痛、皮肤热毒、口眼生疮、肺热咳嗽、胃热疼痛、肝热目赤、急性风湿性关节炎和痔疮的功效。自古至今，广泛应用于临床，在民间倍受推崇。